# Everyday II
Everyday II – drugi minialbum grupy Girl’s Day, wydany 18 kwietnia 2012 roku.

## Informacje o albumie
Minialbum był promowany piosenką „Oh! My God”. Został nagrany po raz ostatni w pięcioosobowym składzie Sojin, Minah, Yura, Hyeri i Jihae.

## Lista utworów
| CD | CD                                                               | CD                           | CD                         | CD                         | CD      |
| Nr | Tytuł utworu                                                     | Tekst                        | Kompozycja                 | Aranżacja                  | Długość |
| -- | ---------------------------------------------------------------- | ---------------------------- | -------------------------- | -------------------------- | ------- |
| 1. | „Duriseo” (kor. 둘이서, ang. Two of Us)                          | Noneun Eorin, Kim Doo-hyun   | Noneun Eorin, Kim Doo-hyun | Noneun Eorin, Kim Doo-hyun | 3:01    |
| 2. | „Oh! My God”                                                     | Kang Ji-won, Kim Ki-bum      | Kang Ji-won, Kim Ki-bum    | Kang Ji-won                | 3:08    |
| 3. | „Neo, Hannun Paljima!” (kor. 너, 한눈 팔지마!, ang. Don't Flirt) | Nam Ki-sang, Kang Jeon-myung | Nam Ki-sang                | Nam Ki-sang                | 3:06    |
| 4. | „Telepathy” (kor. 텔레파시)                                      | Sojin                        | Sojin                      | Choi Tae-jun               | 3:08    |
| 5. | „Duriseo” (kor. 둘이서) (Instrumental)                           |                              | Noneun Eorin, Kim Doo-hyun | Noneun Eorin, Kim Doo-hyun | 3:07    |